# Партія національного відродження
Партія національного відродження (лит. Tautos prisikėlimo partija) — політична партія в Литві. Засновник — популярний телеведучий, шоумен Арунас Валінскас. Серед членів партії із самого початку були присутні відомі телеведучі, актори, естраді співаки та учасники реаліті-шоу.
Партія заснована у квітні 2008. Від моменту створення вона декларувала свою відкритість для спільної роботи з усіма політичними силами, окрім тих, яких вона вважала популістськими та проросійськими, — з партіями «Порядок та справедливість» та "Партією праці, які, за словами А. Валінскаса, «є непезпечними не лише для внутрішньої безпеки, але і зовнішньої».

## Вибори
2008 року Партія національного відродження взяла участь у Парламентських виборах. За результатами голосування 12 жовтня партія отримала 13 місць у багатомандатному окрузі, завоювавши 15,09 % голосів (друге місце). Окрім того, 9 представників партії Валінскаса пройшли до другого туру виборів в одномандатних округах. За результатами другого туру 26 жовтня висунуті партією кандидати отримали перемогу на 3-х округах. Таким чином, до парламенту пройшли 16 представників ПНВ.
Після виборів партія Валінскаса об'єдналася із Союзом Вітчизни — Литовськими християнськими демократами (45 місць у Сеймі), Рухом лібералів Литовської Республіки (11 місць), а також Союзом лібералів центру (8 місць), створивши панівну коаліцію, що отримала 80 парламентських мандатів із 141. 17 листопада відбулося перше засідання Сейму 1 скликання 2008—2012, під час якого Валінскас лише із другого разу був обраний головою Сейму.
На виборах до Європарламенту у Литві (2009) Партія національного відродження зазнала поразки, отримавши лише 1,04 % голосів и ни одного мандата.

## Скандали та розколи
15 липня 2009 у лавах парламентської фракції Партії національного відродження відбувся розкол: 7 членів цього об'єднання із числа прихильників Валінскаса оголосили про створення фракції «Дуба». Інші учасники колись єдиного об'єднання деякий час продовжували працювати під своєю старою назвою, доки 10 вересня не оголосили про нову назву цієї групи депутатів — «Єдина Литва» (12 мандатів).
15 вересня 2009 Сейм відправив у відставку Валінскаса з посади голови парламенту (учасники ініціативної групи, що збирала підписи на підтримку відставки згаданого політика, висловилися, що «образ життя спікера, його поведінка, його управління не поєднуються із посадою, яку він обіймає, та перешкоджають усій політичній системі держави»). 17 вересня новою головою Сейму обрали представницю християнських демократів Ірину Дягутєнє.
Також на пленарному засіданні Сейму 17 вересня 2009 року оголосили, що фракція «Дуба» змінює свою назву і надалі буде називатися фракцією Партії національного відродження.
Згідно з даними за квітень 2010 у лавах фракції Партії національного відродження у Сеймі залишилося всього 7 депутатів (старостою фракції була Аруне Стірбліте, заступником старости — Антанас Недзінскас).
Партія національного відродження продовжувала перебувати у панівній коаліції до закінчення терміну повноважень Сейму, у тому числі й після того, як вона втратила велику кількість у парламенті (70 мандатів з 141).
Згідно з опитуванням суспільної думки Литви, що проводився з 8 березня по 18 березня 2010, рейтинг Партії національного відродження склав лише 0,7 % (прохідний бар'єр на литовських парламентських виборах складає 5 %).

## Деякі відомі члени
- Арунас Валінскас — лідер партії; продюсер, телеведучий, голова Сейму Литовської Республіки (2008—2009)
- Вілкайтіс Реміґіюс (Remigijus Vilkaitis) — актор, театральний педагог, міністр культури Литви (2008—2010)
- Аста Баукуте — акторка, депутатка Сейму Литовської Республіки (2008—2012)
- Лігітас Кярнагіс (Ligitas Kernagis) — співак, телеведучий, депутат Сейму Литовської Республіки (2008-2009), голова Міжпарламентської асамблеї Верховної Ради України та Сейму Литовської Республіки (2008-2012)

## Припинення існування
22 вересня 2011 партія об'єдналася із Союзом лібералів і центру.